# Windsor (Ontario)
Windsor és una ciutat canadenca situada al sud de la província d'Ontario. Segons el cens de 2001, té una població de 208.402 habitants. Fundada pels francesos el 1749 com un petit assentament agrícola, el 1794, després de la independència dels Estats Units es va fundar l'assenttament de "Sandwich", va ser rebatejada amb el seu nom actual el 1794. Es troba a les riberes del riu Detroit, que la separa de la ciutat estatunidenca de Detroit, situada al nord de Windsor.

## Ciutats agermanades
- Changchun, Xina (1992)
- Coventry, Regne Unit (1963)
- Fujisawa, Japó (1987)
- Granby (Quebec), Canadà (1956)
- Cornwall (Ontario), Canadà, (1972)
- Gunsan, Corea del Sud (2005)
- Lublin, Polònia (2000)
- Mannheim, Alemanya (1980)
- Las Vueltas, El Salvador (1987)
- Ohrid, Macedònia del Nord
- Sant-Etiève, França (1963)
- Saltillo, Mèxic
- Udine, Itàlia (1975)